# Wonderstruck
Wonderstruck ist ein  Jugendfilm von Todd Haynes. Das Filmdrama erzählt die Geschichte von zwei gehörlosen Jugendlichen, die im Abstand von 50 Jahren in den USA leben. Beide träumen von einem besseren Leben und sind auf der Suche nach dem verlorenen Familienglück, was sie nach New York führt. Die Leben von Ben und Rose sind auf geheimnisvolle Weise miteinander verbunden. Bei Wonderstruck handelt es sich um die Adaption des gleichnamigen illustrierten Kinderbuchs von Brian Selznick (dt. Titel: Wunderlicht) die für den Film durch ihn selbst erfolgte. Der Film feierte am 18. Mai 2017 im Rahmen der 70. Filmfestspiele in Cannes seine Weltpremiere.

## Handlung
Wonderstruck erzählt die Geschichte von zwei Jugendlichen, Ben und Rose, die im Abstand von 50 Jahren in zwei verschiedene Epochen leben. Beide sind auf der Suche nach bestimmten Menschen und dem verlorenen Familienglück und erträumen sich insgeheim ein besseres Leben.
In Minnesota in den 1970er Jahren: Der zwölfjährige Ben lebt in Gunflint und führt ein behütetes Leben. Eines nagt jedoch an dem Jungen, denn er würde gerne endlich seinem unbekannten leiblichen Vater kennenlernen, doch seine Mutter Elaine weigert sich beharrlich, über diesen zu sprechen. Ben malt sich aus, dass sein Vater vielleicht Astronom sein könnte, was erklären würde, warum er das Weltall so sehr mag. In einem alten Ausstellungskatalog mit dem Titel „Cabinets of Wonder“ (engl. für „Das Kabinett der Wunder“) findet Ben in einer Nacht, als draußen ein schlimmes Unwetter tobt, einen möglichen Hinweis auf seinen Vater. Dann jedoch schlägt ein Blitz in das Haus ein, und Ben verliert erst sein Gehör, dann auch noch seine Mutter. Ben kommt bei seiner Tante, seinem Onkel und deren zwei Kindern unter, und hat dort immer wieder seltsame Albträume von Wölfen. Oft geht Ben zum Gunflint-See, wo er früher häufig mit seiner Mutter war.

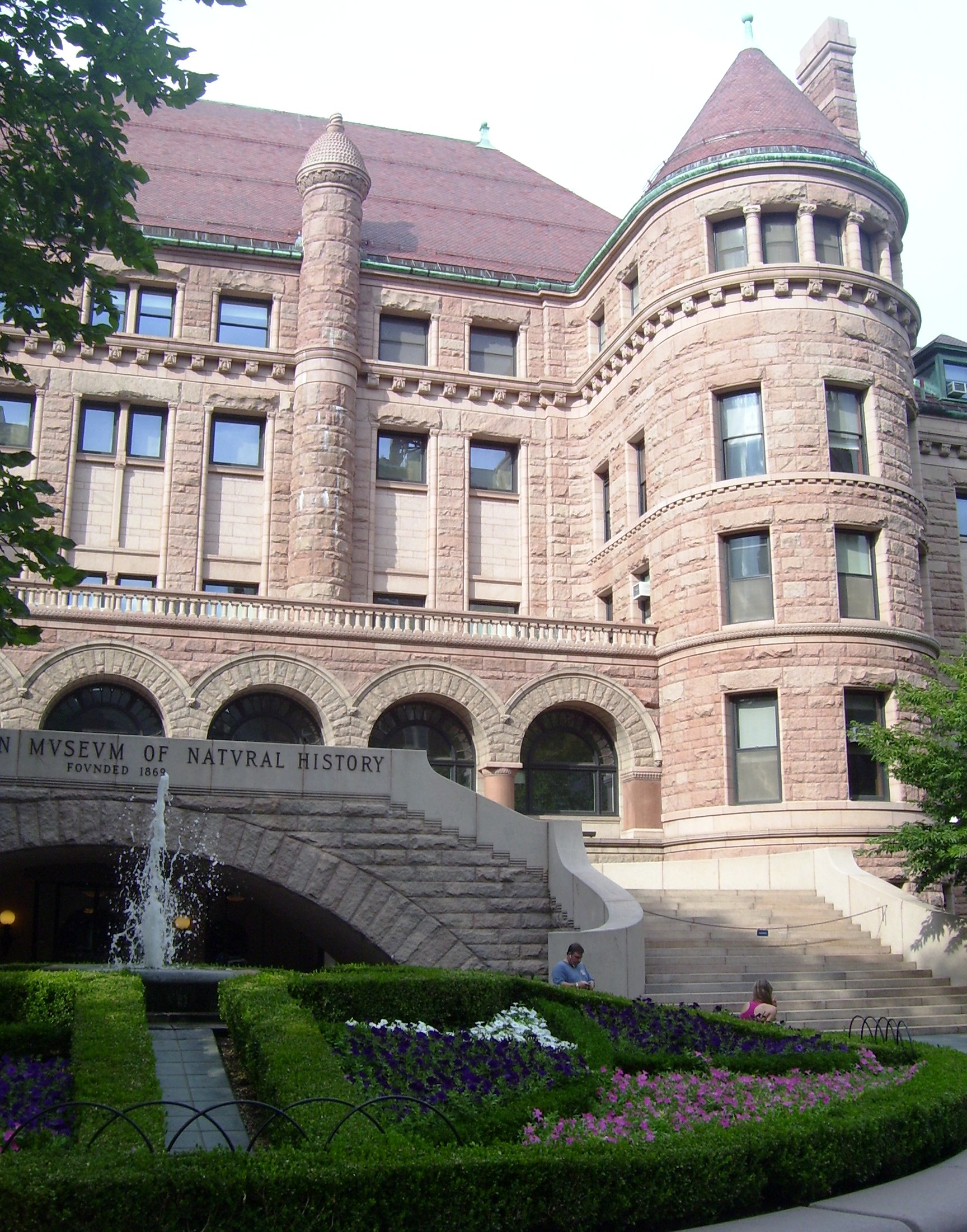
Nicht nur Rose, sondern auch Ben besucht in New York das American Museum of Natural History, wo der Film auch gedreht wurde

An einem Tag im Jahr 1977 macht sich der gehörlose Junge mit ein wenig Geld, das er von seiner Mutter geerbt hat, auf nach New York, um dort den Hinweisen auf seinen Vater aus dem Buch nachzugehen. In New York angekommen begibt sich Ben auf die Suche nach „Kincaid Books“, einem Buchladen, auf dessen Adresse er in der Gewitternacht in dem Buch gestoßen war. In New York entwickelt sich zwischen Ben und einem Jungen, den er dort auf der Straße und später wieder im Naturhistorischen Museum trifft, eine Art Freundschaft. Weil Ben das Buch „The job of a museum curator“ gelesen hat, weiß er über die Arbeit eines Museumskurators, dass dieser die Ausstellungsstücke für ein Museum auswählt.
50 Jahre zuvor, in den 1920er Jahren in New Jersey: Die kleine Rose lebt 1927 in Hoboken. Die größte Leidenschaft des gehörlosen Mädchens sind die Stummfilmdarsteller ihrer Zeit. Sie hat ein ganzes Album mit Bildern und Zeitungsausschnitten von diesen angelegt, und in einer dieser Zeitungen liest sie eines Tages eine aufregende Meldung, die sie in ihrem Wunsch den Big Apple zu besuchen bestärkt. Ohne Begleitung macht sie sich auf nach New York zu ihrem geliebten älteren Bruder Walter, um dort Lillian Mayhew, die hier als Schauspielerin arbeitet, zu besuchen und dort eine Rolle in dem Melodrama Daughter Of The Storm hat, in der sie alle Zuschauer zu Tränen rührt. In der Stadt lernt sie einen freundlichen Fremden kennen, dessen Vater im Naturhistorischen Museum arbeitet. Es ist das gleiche Museum, das Ben in New York 50 Jahre später ebenfalls besuchen wird.
Wieder im Jahr 1977 gehen während eines großen Blackouts in New York die Lichter aus.

## Produktion

### Literarische Vorlage und Stab
Der Film ist eine Adaption des illustrierten Kinderbuchs Wonderstruck (dt. Titel: Wunderlicht) von Brian Selznick, der als Drehbuchautor dieses Buch auch für den Film adaptierte. Bereits Selznicks Buch Die Entdeckung des Hugo Cabret (Originaltitel The Invention of Hugo Cabret) aus dem Jahr 2007 wurde von Martin Scorsese verfilmt und kam 2011 unter dem Titel Hugo Cabret in die deutschen Kinos. In Wonderstruck erzählt Selznick die Geschichte von zwei gehörlosen Kindern in verschiedenen Zeitaltern, das Mädchen Rose im Jahr 1927 und der Junge Ben im Jahr 1977. Beide reißen von zu Hause aus, um in New York Unterschlupf zu finden. Rose kommt bei ihrem Bruder Walter unter, der im Gegensatz zu ihrem strengen Vater ganz selbstverständlich mit ihrem Handicap umgeht. Ben findet dort seinen ihm bislang unbekannten Vater. Das Buch erzählt Bens Geschichte in Worten und Rose’ Story in Bildern.
Der Film wurde von den Amazon Studios produziert. Die Regie übernahm Todd Haynes. Er erzählt in seinem Film die beiden Geschichten im ständigen Wechsel. Carsten Baumgardt von Filmstarts erklärt, für den Zuschauer wirke der Film zuerst so, als würde es zwei völlig unterschiedliche Filme auf einmal zu sehen geben. Die Episode in den 1920er Jahren sei dabei komplett in Schwarz-Weiß sowie ohne hörbare Dialoge und Geräusche und damit fast wie ein Stummfilm aus jener Zeit inszeniert. Für diese Passagen des Films ließ sich Haynes von den Stummfilmen der 1920er Jahre inspirieren, darunter von Friedrich Wilhelm Murnaus deutschen Expressionistenfilmen und von King Vidors Ein Mensch der Masse. Allgemein würden die geräuschlosen Szenen dem Zuschauer das streckenweise Eintauchen in die Wahrnehmung des gehörlosen Protagonisten ermöglichen, so Baumgardt. Die eigentliche Verbindung, die zwischen Ben und Rose besteht, inszenierte Haynes in einer Mise en Scène inmitten eines Miniaturmodells von New York, das im Kunstmuseum in New York steht.

### Besetzung

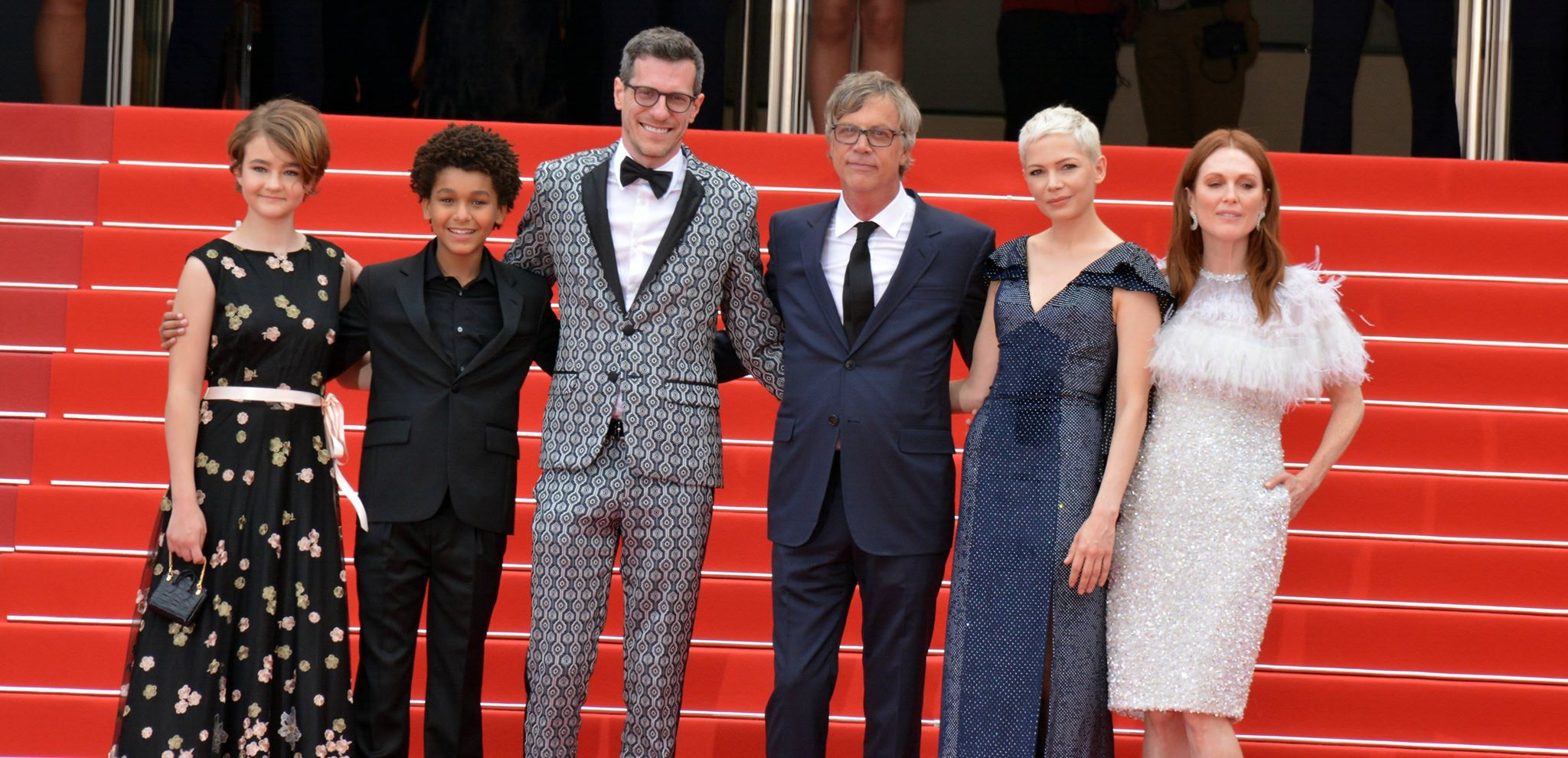
Millicent Simmonds, Jaden Michael, Brian Selznick, Todd Haynes, Michelle Williams und Julianne Moore bei der Premiere des Films in Cannes im Mai 2017

Die Rolle von Ben, dem zwölfjährigen, männlichen Protagonisten des Films in den 1970er Jahren, wurde mit Oakes Fegley besetzt, der zuletzt in einer Hauptrolle im Film Elliot, der Drache von David Lowery aus dem Jahr 2016 zu sehen war. Seine Mutter Elaine wird von der vierfach Oscar-nominierten Schauspielerin Michelle Williams verkörpert, sie ist im Film allerdings nur ganz kurz am Anfang als freigeistige Mutter von Ben zu sehen.
Die ebenfalls zwölfjährige Rose, die 50 Jahre vor Ben lebt, wird von der Kinderdarstellerin Millicent Simmonds gespielt. Für den auch im wahren Leben gehörlosen, 13-jährigen Schauspielneuling war dies die erste Hauptrolle in einem Spielfilm. Ihre Mutter, die Schauspielerin Lillian Mayhem, wird von Julianne Moore verkörpert. Auch die ältere Rose wird von Moore gespielt.
Die Rolle von Rose’ älterem Bruder Walter wurde mit Cory Michael Smith besetzt und wird im Alter von Tom Noonan gespielt. Amy Hargreaves ist im Film als Tante Jenny zu sehen, Morgan Turner spielt Janet, und Jaden Michael übernahm die Rolle von Jamie. James Urbaniak spielt Dr. Kincaid, der Rose’ Vater ist, und Anthony Natale spielt den Lehrer für Gehörlose Dr. Gill. Howard Seago ist in der Rolle des Theaterregisseurs Remy Rubin zu sehen.

### Dreharbeiten und Ausstattung
Die Dreharbeiten wurden am 4. Mai 2016 begonnen und fanden in Peekskill statt, einer Stadt etwa 65 Kilometer nördlich von New York, unter anderem in der Brown Street, die für den Film zur Kulisse für die Stadt Hoboken in den 1920er Jahren umgestaltet wurde, wo Rose im Film vor ihrer Reise nach New York lebt. Weitere Dreharbeiten fanden im American Museum of Natural History in New York statt, das im Film sowohl von Rose, als auch von Ben im Abstand von 50 Jahren besucht wird. Todd Haynes sagte, es sei eine unglaubliche Ehre gewesen, dort drehe zu dürfen, aber auch eine Herausforderung, da sie alles, was sie für die Dreharbeiten benötigten, jeden Tag hinein und wieder hinaus schaffen mussten, und auch die Beleuchtung für den Filmset musste jedes Mal abgebaut werden. Als Kameramann fungierte Edward Lachman. Neben Filmaufnahmen enthält Wonderstruck zudem auch Animationssequenzen.
Das Szenenbild entwarf Mark Friedberg. Alissa Wilkinson von Vox beschreibt, die Welt, die im Film entworfen wurde, als eine Art großräumiges Kuriositätenkabinett, und Carsten Baumgardt von Filmstarts zeigt sich insbesondere von dem gigantischen Diorama von New York beeindruckt, das im Film für die Weltausstellung 1964 erstellt wurde und dabei eine wahrhaft augenöffnende Rolle spielt. Dieses sei ein visuelles Meisterstück, das seinesgleichen sucht, so Baumgardt, so wie auch die Gestaltung des 1970er-Jahre-Settings insgesamt, wodurch die Zeit auf phantastisch-authentische Weise lebendig werde. Auch Geoffrey Macnab von The Independent hebt in seiner Kritik besonders die Neukreation New Yorks in den späten 1970er Jahren hervor, die als geschäftige Stadt voller Müll, Prostituierten und heruntergekommenen Menschen dargestellt werde, in dem das einstmals elegante Lichtspielhaus, in dem Lillian Mayhews Filme gezeigt worden waren, einem schäbigen, heruntergekommenen Pornokino gewichen ist. Den zu Ende des Films gezeigten Blackout in New York gab es wirklich, weshalb die Bevölkerung bis heute dem maroden Stromnetz misstraut. Im Juli 1977 legte ein massiver Stromausfall die ganze Stadt lahm. Besonders in den Armenvierteln waren die Folgen katastrophal, und marodierende Horden plünderten Geschäfte und legten Brände.

### Kostüme und Filmmusik
Die dreifache Oscargewinnerin Sandy Powell war als Kostümdesignerin für den Film verantwortlich. In dieser Funktion war sie bereits für eine frühere Verfilmung eines Buches von Brian Selznick tätig. Für den Film Hugo Cabret von Martin Scorsese aus dem Jahr 2011 erhielt Powell im Rahmen der Oscarverleihung 2012 für ihre Arbeit eine Nominierung.
Die Filmmusik wurde von Carter Burwell komponiert. Diese Musik ist für den Film von besonderer Bedeutung, weil der Zuschauer darin größtenteils, wie auch die beiden gehörlosen Protagonisten Ben und Rose, keine Dialoge hört und Wonderstruck daher stellenweise wie ein Stummfilm wirkt. Burwell schuf daher eine größtenteils atmosphärische Musik, die das untermalt, was auf der Leinwand zu sehen ist, ähnlich der musikalischen Begleitung während der Stummfilm-Ära.
Zu den weiteren im Film gespielten Musikstücken gehören David Bowies Space Oddity, das gleich zu Beginn zu hören ist und währenddessen das Oscar-Wilde-Zitat „We are all in the gutter, but some of us are looking at the stars“ eingeblendet wird. Hierdurch beschwöre Haynes wirkungsvoll die Magie des grenzenlosen Träumens, so Carsten Baumgardt. Ein funkiges Cover von Eumir Deodato der sinfonischen Dichtung Also sprach Zarathustra von Richard Strauss folge, das die Stimmung der poetischen Bilder vom New York der 1970er Jahre in eine geradezu magische Sphäre entrücke, so Baumgardt. Der Soundtrack zum Film umfasst 28 Musikstücke und wurde am 20. Oktober 2017 von Lakeshore Records veröffentlicht. Zu diesem Datum kündigte Lakeshore Records zudem eine Special Edition des Soundtracks an, auf dem sich drei Bonustracks befinden und als Download veröffentlicht werden soll.

### Veröffentlichung
Für den Vertrieb des Films gingen die Amazon Studios eine Partnerschaft mit Roadside Attractions ein. Am 18. Mai 2017 feierte der Film im Rahmen der 70. Filmfestspiele in Cannes seine Weltpremiere, wo er im offiziellen Wettbewerb gezeigt wurde und um die Goldene Palme konkurrierte. Ab 7. August 2017 wurde der Film beim Internationalen Filmfestival von Locarno vorgestellt. Im September 2017 wurde der Film beim San Sebastián International Film Festival und im Oktober 2017 beim London Film Festival und beim New York Film Festival gezeigt. Ab 20. Oktober 2017 wurde der Film in ausgewählten US-amerikanischen Kinos gezeigt und kam am 15. November 2017 in die französischen Kinos.

## Rezeption

### Kritiken
Der Film konnte bislang 68 Prozent der Kritiker bei Rotten Tomatoes überzeugen.
Alissa Wilkinson von Vox.com nennt Wonderstruck einen meisterhaften Kinderfilm, der aber auch hervorragend für Menschen jeden Alters geeignet sei: „Wonderstruck fühlt sich wie ein zauberhaftes Märchen an, obwohl darin nichts übernatürlich ist.“
Geoffrey Macnab von The Independent sagt, der Film sei ehrgeizig, aber ohne Magie. Wonderstruck habe seine anmutigen Momente, aber es gebe nicht genug von ihnen, so Macnab. Die verschiedenen Zeitebenen in dem Film, so Macnab, sorgten für eine Ablenkung von der Geschichte, und der Film laufe hierdurch Gefahr, seine Kraft und seine Kohärenz zu verlieren.
Tim Hamann vom Berlin Journal sagt, der Film werde von Oakes Fegley getragen. Todd Haynes hingegen habe sich zu sehr in die kleinen Details seiner Geschichte verloren und das große Ganze etwas zu sehr vernachlässigt, so Hamann.
Kyle Buchanan von Vulture meint, der Film könnte insbesondere in den technischen Kategorien im Rahmen der Oscarverleihung 2018 mit Nominierungen rechnen, so Ed Lachman für die Beste Kamera, Sandy Powell für die Besten Kostüme und Carter Burwell für die Beste Filmmusik, der Besonderes leistete, weil im Film über lange Strecken nicht gesprochen wird. Bezüglich dieser technischen Kategorien stimmt ihm auch Anne Thompson von IndieWire zu. Auch in der Kategorie Bestes adaptiertes Drehbuch, für das Szenenbild und den Schnitt, aber auch für das Beste Make-up und Haar Styling sah Buchanan Chancen für eine Nominierung.

### Auszeichnungen
Am 18. Dezember 2017 gab die Academy of Motion Picture Arts and Sciences bekannt, dass sich Carter Burwells Arbeit auf einer Shortlist befindet, aus der die Nominierungen in der Kategorie Beste Filmmusik im Rahmen der Oscarverleihung 2018 erfolgen werden. Im Folgenden eine Auswahl von Nominierungen im Rahmen weiterer Filmpreise.
Critics’ Choice Movie Awards 2018
- Nominierung als Beste Jungdarstellerin (Millicent Simmonds)[29]

Hollywood Music in Media Awards 2017
- Nominierung in der Kategorie Original Score: Feature Film (Carter Burwell)[30]

Internationale Filmfestspiele von Cannes 2017
- Nominierung für die Goldene Palme (Todd Haynes)

Phoenix Film Critics Society Awards 2017
- Nominierung als Bester Jungschauspieler (Millicent Simmonds)[31]

Satellite Awards 2017
- Nominierung für das Beste adaptierte Drehbuch (Brian Selznick)
- Nominierung für die Beste Filmmusik (Carter Burwell)[32]